# プロシア四重奏曲
プロシア四重奏曲 作品50は、フランツ・ヨーゼフ・ハイドンが作曲した全6曲からなる弦楽四重奏曲集である。プロイセン王フリードリヒ・ヴィルヘルム2世に献呈されたことから、この名で総称される。
- 作曲：1787年
- 出版：1787年12月ウィーン、アルタリア社より
- 献呈：プロイセン王フリードリヒ・ヴィルヘルム2世
- 編成：ヴァイオリン2、ヴィオラ1、チェロ1

## プロシア四重奏曲の各曲
1. 弦楽四重奏曲第44番 変ロ長調 op.50-1 Hob.III:44（プロシア四重奏曲第1番）
2. 弦楽四重奏曲第45番 ハ長調 op.50-2 Hob.III:45（プロシア四重奏曲第2番）
3. 弦楽四重奏曲第46番 変ホ長調 op.50-3 Hob.III:46（プロシア四重奏曲第3番）
4. 弦楽四重奏曲第47番 嬰ヘ短調 op.50-4 Hob.III:47（プロシア四重奏曲第4番）
5. 弦楽四重奏曲第48番 ヘ長調 op.50-5 Hob.III:48（『夢』）（プロシア四重奏曲第5番）
第2楽章に「ドイツ語: Ein Traum（夢）」と書かれた楽譜があるため、あまり一般的ではないが『夢』という呼び名が使われることもある。
6. 弦楽四重奏曲第49番 ニ長調 op.50-6 Hob.III:49『蛙』（プロシア四重奏曲第6番）
『蛙』四重奏曲（ドイツ語: Froschquartett）という呼び名は、第4楽章の冒頭の音形が、蛙の鳴き声を思わせるところからきている。

## 関連記事
- ハイドンの弦楽四重奏曲一覧